# Vinagova vinska klet
Vinagova vinska klet  se nahaja pod  Mariborskim mestnim jedrom. Nasproti znamenitega "Kodžaka"  stoji mogočna Kriehuberjeva palača, v kateri je bil sedež podjetja Vinag in je vhod v vinsko klet. Stavbo je med letoma  1847 in 1858 zgradil skupaj s povsem vkopano kletjo meljski graščak Alojz plemeniti Kreiehuber. Že takrat je veljala za eno največjih vinskih kleti. Dolžina njenih obokanih tunelov meri okrog 2,5 km in obsega 20.000 m2. V kleti je postavljenih okrog 140 ovalnih sodov, izdelanih iz slavonskega hrasta, vgrajenih je 75 betonskih cistern.